# 無心睡眠
《無心睡眠》是由香港男歌手張國榮於1987年發行的一首歌曲，由郭小霖作曲、林敏驄填詞 、船山基紀編曲、張國榮和楊喬興監製。此曲獲得1987年十大中文金曲及1987年度十大勁歌金曲頒獎典禮勁歌金曲金獎。

## 介紹
《無心睡眠》是由被譽為香港四大金牌音樂監製之一兼歌手郭小霖所作。本歌收錄於張國榮1987年8月21日發行的專輯《Summer Romance》。

## 獎項
- 1987年度十大勁歌金曲頒獎典禮－十大勁歌金曲[1]
- 1987年度十大勁歌金曲頒獎典禮－最佳編曲獎
- 1987年度十大勁歌金曲頒獎典禮－金曲金獎
- 1987年度十大中文金曲頒獎典禮－十大中文金曲[2]
- 1987年度十大中文金曲頒獎典禮－最有創意歌曲獎（最佳原創歌曲）[2]

## 单曲专辑
2023年1月30日环球唱片发行单曲专辑《无心睡眠 Sleepless nights Restless heart》，采用了之前未曝光的录音带，并邀请梁榮駿主理及重混。

## 争议
《無心睡眠》疑抄襲英國ABC樂隊的《Poison Arrow》。